# Leandra glandulifera
Leandra glandulifera là một loài thực vật có hoa trong họ Mua. Loài này được (Triana) Cogn. mô tả khoa học đầu tiên.